# メルファラン
メルファラン（英語: Melphalan、L-PAM）は、アルキル化剤に分類される抗悪性腫瘍剤（抗がん剤）。製造販売元は、グラクソ・スミスクラインで、商品名はアルケラン (Alkeran)。
メルファランは、メクロレタミン（日本未発売）のフェニルアラニン誘導体であり、当初は黒色腫の治療薬として開発された。しかし、黒色腫に対しては十分な効果を示すことができなかった一方、骨髄腫において有用性が示され、骨髄腫治療薬として承認された。

## 効能・効果

### 錠剤
- 下記疾患の自覚的並びに他覚的症状の寛解
  - 多発性骨髄腫

### 静注用
- 下記疾患における造血幹細胞移植時の前処置
  - 白血病、悪性リンパ腫、多発性骨髄腫、小児固形腫瘍

## 重大な副作用
感染症および出血など、ショック、アナフィラキシー様症状、胃腸障害（悪心・嘔吐、下痢、口内炎・粘膜炎）、重篤な肝機能障害（AST・ALTの上昇、ビリルビン値上昇、Al-P上昇、LDHの上昇など）、黄疸、心筋症、不整脈、間質性肺炎、肺線維症、溶血性貧血